# Ivan Nabernik
Ivan Nabernik, slovenski pravnik, * 3. maj 1842, Ljubljana, † 30. april 1915, Ljubljana.

## Življenje in delo
Nabernik je 7. razredov gimnazije končal v Ljubljani (1861), 8. razred in maturo pa neznano kje. Pravo je študiral v Gradcu in tam 1866 diplomiral. Januarja 1867 je nastopil sodniško prakso v Ljubljani, napravil v decembra 1870 sodni izpit, bil 1872 nekaj mesecev zaposlen pri okrožnem sodišču v Novem mestu, od junija 1872 pa sodni pristav v Kamniku, in bil marca 1882 imenovan za okrajnega sodnika in sodnega predstojnika v Litiji, kjer je ostal do upokojitve 1902.
Po upokojitvi je živel v Ljubljani. Vso svojo imovino je zapustil v narodne namene. S pogumom izredno skromnega, neodvisnega značaja je bil med prvimi sodniki, ki je ob pravem času 1880 in 1881 začel v Kamniku via facti (samo po sebi umevno, samovoljno) uradovati v slovenščini in povzročil gibanje, ki je pripeljalo do t. i. »Pražákovih jezikovnih naredb« objavljenih 15. aprila 1882, katere so položile temelj slovenskemu uradovanju pri sodiščih.